# Sztrókay Pál
Sztrókay Pál, dr. (Budapest, 1899. szeptember 12. – Budapest, 1964. december 30.) magyar gépészmérnök, a műszaki tudományok doktora (1960), állami díjas (posztumusz, 1965).

## Életpályája
Szülei: Sztrókay István és Tóth Mária voltak. 1917-ben megnyerte a Mathematikai és Physikai Társulat Tanulóversenyét fizikából. 1922-ben diplomázott a budapesti Műegyetemen. 1922–1924 között a Siemens–Schuckert Művek berlini, majd 1924-től a bécsi Siemens Művek üzemének mérnöke volt. 1926–1964 között a Ganz Villamossági Gyárban  dolgozott; 1938-tól a gyár készülékszerkesztési, 1941-től az erőátviteli és vasútosztályának vezetőjeként. A II. világháború után megszervezte a gyár önálló, kizárólag villamos vontatási kérdésekkel foglalkozó vasútosztályát, melynek 1963-ig vezetője volt. 1964-től műszaki tanácsadóként szolgált.

### Munkássága
Kandó Kálmán mellett részt vett a fázisváltós mozdonyok kapcsolóberendezéseinek megszerkesztésében. 1945 után a Kandó-féle fázisváltós mozdonyokból tovább fejlesztett fázis- és periódusváltós mozdonyok, majd a Ward-Leonard mozdonytípus szerkesztését és próbáit vezette. Kifejlesztette a dieselvillamos járművek korszerű szabályozását s ezzel lerakta hazai gyártásuk alapját. Utolsó éveiben a korszerű – ma már üzemben levő – Szilícium-egyenirányítós mozdonyok hazai gyártásának előkészítésével foglalkozott. Szakirodalmi és pedagógiai munkásságot is kifejtett.
Sírja az Óbudai temetőben található (49/1-I-183).

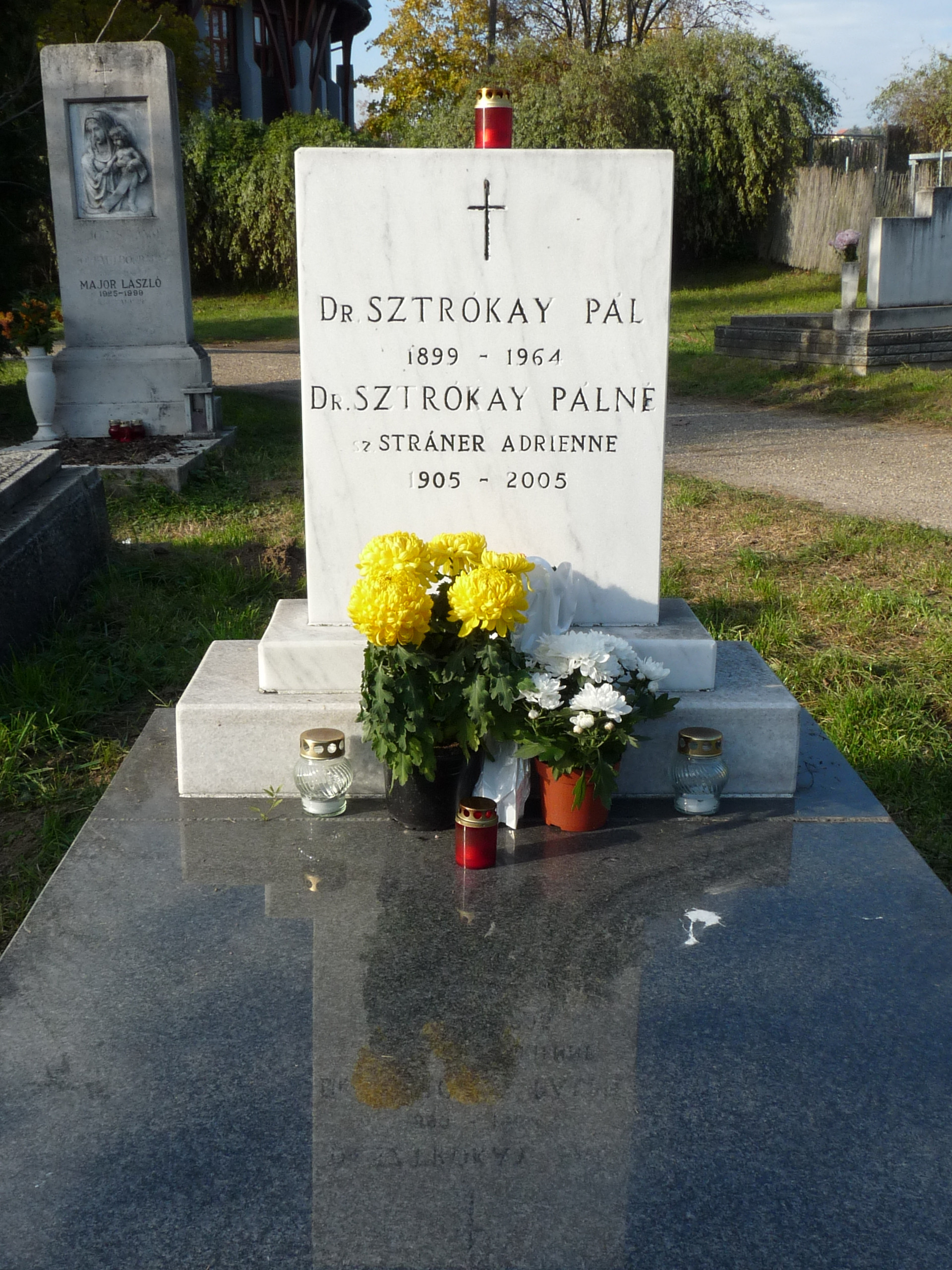
Sztrókay Pál (1899–1964) magyar gépészmérnök sírja az Óbudai temetőben (49/1-I-183).

## Művei
- Helyiérdekű közúti és városi gyorsvasutak (Gépészeti Zsebkönyv, II. Budapest, 1942)
- Dieselvillamos járművek szabályozása (Elektrotechnika, 1951. 9–10. sz.)
- Villamos vasutak (I. Verebélÿ Lászlóval, Budapest, 1955)
- Korszerű vasúti villamos vontatómotorok és hajtások (Jekelfalussy Gáborral, Mérnöki Továbbképző Intézet Kiadványa, 1963)

## Díjai
- Zipernowsky-díj
- Pattantyús Ábrahám-díj
- A Gépipar Kiváló Dolgozója
- Munka Érdemrend
- Magyar Népköztársasági Érdemérem arany fokozata
- A Magyar Népköztársaság Állami Díja (posztumusz, 1965)